# Verna Fields
Verna Fields (St. Louis, 21 de março de 1918 — Encino, 30 de novembro de 1982) foi uma editora estadunidense. Venceu o Oscar de melhor montagem na edição de 1976 por Jaws.